# Kent Nix
Alvin Kent Nix (Corpus Christi, 12 marzo 1944) è un ex giocatore di football americano statunitense che ha militato nel ruolo di quarterback nella National Football League (NFL).

## Carriera

### Green Bay Packers
Dopo non essere stato scelto nel Draft NFL 1966, Nix firmò con i Green Bay Packers, da cui fu svincolato il 2 agosto 1966. In seguito rifirmò per la squadra di allenamento per il resto della stagione 1966. Nel training camp 1967 si trovò a competere con gli altri quarterback come Bart Starr, Zeke Bratkowski e Don Horn. Il 30 luglio 1967 fu scambiato con i Pittsburgh Steelers per la scelta del quinto giro del Draft NFL 1968. 

### Pittsburgh Steelers
Nix ebbe la sua occasione di giocare nella NFL con gli Steelers nel settembre 1967 al posto dell'infortunato Bill Nelsen. Il suo debutto avvenne contro i Philadelphia Eagles. Nix passò un touchdown da 18 yard a J.R. Wilburn portando il punteggio a 24–24 a metà del quarto periodo ma Pittsburgh perse per 34-24. Nix completò 23 passaggi su 34 contro i Cleveland Browns per 218 yard e un touchdown, nell'ottobre 1967. Tom Landry definì Nix il migliore quarterback rookie che avesse mai visto dieci anni dopo. Nix guided guidò gli Steelers a una vittoria per 24–14 sui Detroit Lions il 3 dicembre. 
Gli Steelers scambiarono Nix durante la pre-stagione 1970 con i Minnesota Vikings ma non riuscì a entrare nel roster e firmò con i Bears prima dell'inizio della stagione.

### Chicago Bears
Nix trascorse la stagione 1970 nella squadra di allenamento dei Bears. Nel settembre 1971 guidò per due settimane consecutive la squadra alla vittoria in rimonta nel quarto periodo. In seguito partì come titolare per la prima volta dal 1968, nella vittoria per 35–14 contro i New Orleans Saints al Soldier Field. In quella partita passò 3 touchdown e 242 yard. I Bears svincolarono Nix il 13 settembre 1972.

### Houston Oilers
Nix firmò con la squadra di allenamento degli Houston Oilers il 21 settembre. Con essi disputò 12 partite, di cui 2 come titolare. Houston scambiò Nix assieme a Ron Billingsley con i New Orleans Saints per Dave Parks, Tom Stincic e Edd Hargett nel marzo del 1973.

### New Orleans Saints
Nix si trovò a competere nei Saints con Archie Manning, il quarterback al secondo anno Bobby Scott e l'ex riserva di Jets e Oilers Bob Davis. Nel 1973, la sua ultima stagione, non scese mai in campo.

### Retraite
Nix tornò alla TCU per completare la sua laurea in economia e iniziò a lavorare con sua moglie Susan, che aveva anche frequentato la TCU. Durante il suo ultimo anno, fu nominata "Miss TCU". Successivamente, gestirono un'attività di lavanderia, che poi vendettero, per poi entrare nel settore dei fiori. Ora in pensione, Nix fa parte del Consiglio di Amministrazione del Colonial Country Club e continua a seguire da vicino il calcio della TCU. Susan Nix è deceduta nel novembre 2020 a causa di complicazioni legate al COVID-19.